# (22146) Samaan
(22146) Samaan est un astéroïde de la ceinture principale d'astéroïdes.

## Description
(22146) Samaan est un astéroïde de la ceinture principale d'astéroïdes. Il fut découvert le 20 novembre 2000 à Socorro (Nouveau-Mexique) par le projet LINEAR. Il présente une orbite caractérisée par un demi-grand axe de 2,75 UA, une excentricité de 0,09 et une inclinaison de 7,5° par rapport à l'écliptique.

## Compléments